# Carambuco cuentos
Carambuco cuentos es una iniciativa editorial que publica cuentos en Lengua de signos española (LSE) para favorecer que niños  sordos y oyentes interactúen a través de lecturas accesibles, en formato libro y DVD. Es una colección nacida en el seno de la editorial Carambuco Ediciones que forma parte del sello El Cep i la Nansa Edicions. 
El proyecto aparece tras la aprobación en España de la Ley 27/2007, de 23 de octubre por la que se reconocen las lenguas de signos españolas y se regulan los medios de apoyo a la comunicación oral de las personas sordas, con discapacidad auditiva y sordociegas.
En el caso de España el proyecto se dirige a las personas Sordas que utilizan la Lengua de signos española y en Cataluña, la Lengua de signos catalana.

## Materialización
El proyecto está disponible en español y la lengua de signos española, interpretado por personas sordas.

## Títulos publicados
- ¡Me he perdido!, de Juanolo.
- El secreto de la Luna, de Susana Peix y Víctor Capdet e ilustraciones de Lorena Torres.
- El fabricante de humo, de Enric Larreula e ilustraciones de Eva Sans.
- ¡Qué lío cósmico!, de Montse Balada e ilustraciones de Joan Maria Celorio.
- El sol llega tarde, de Susana Peix e ilustraciones Anna Llenas.
- La bruja Horripilarda, de Darabuc, Ilustraciones: Juanolo.
- Un rey muy testarudo, de Montse Balada e ilustraciones de Pep Boatella.
- La mágia de los colores, de Ricardo Alcántara e ilustraciones de Sebastià Serra.
- Saltarina, de Susana Peix e ilustraciones de Jordi Sunyer.
- Todos los besos del mundo, de Montse Panero e ilustraciones de Mercè Galí.
- El elefante Mainú y la amistad, de Montse Balada e ilustraciones de Òscar Julve.
- Hugo, que miedo tuvo, de Mercè Ubach e ilustraciones de Lluís Farré.
- Chim y el tiramisú, de Trinitat Gilbert e ilustraciones de Anna Mongay.
- VEO, VEO adivinanzas, de Lola Casas e ilustraciones de Mercè Galí.
- Noche de Reyes, de JuanolO.
- El hombre más valiente del mundo de Montse Balada e ilustraciones de Sebas Martín.